# Şəbiyan
Şəbiyan è un comune dell'Azerbaigian situato nel distretto di İsmayıllı. Conta una popolazione di 378 abitanti.